# Pterhemia
Pterhemia là một chi bướm đêm thuộc họ Erebidae.